# Чирков, Владимир Фёдорович
Владимир Фёдорович Чирков (род. 28 декабря 1947 года, с. Душелан, Баргузинский аймак, Бурят-Монгольская АССР, РСФСР, СССР) — российский искусствовед, кандидат философских наук (2001), член-корреспондент РАХ (2022).

## Биография
Родился 28 декабря 1947 году в с. Душелан Баргузинского района Бурятской АССР, живёт и работает в Омске.
В 1970 году — окончил Бурятский государственный педагогический институт имени Д. Банзарова, специальность филология.
С 1991 по 1999 годы — директор, с 2008 года — заместитель директора по научной и выставочной работе городского музея «Искусство Омска».
В 2001 году — окончил аспирантуру УрГУ, научный руководитель — профессор Л. А. Мясникова, защитил кандидатскую диссертацию, доцент.
С 1993 года — член Союза художников России.
С 2014 года — член Общественного совета по культуре при Министерстве культуры Омской области.
В 2018 году — избран почётным членом, в 2022 году — избран членом-корреспондентом Российской академии художеств от Отделения Урала, Сибири и Дальнего Востока.

## Творческая деятельность
Сфера научных интересов: искусство Сибири XX века; теория и методология искусства; культурология: локальные культуры.
Избранные публикации:
- «Валентин Кукуйцев. Живопись. Альбом-монография» (Омск, 1992);
- «Кичигин. Живопись. Альбом-монография» (Омск, 1994);
- «Алексей Сапожников. Живопись. Альбом-монография» (Омск, 2005);
- «Дом: в локусе бытия. Монография» (Москва, 2005, изд. 2-е, испр. — Омск, 2006);
- Межрегиональная выставка-конференция «Человек в пространстве времени (Современный портрет в Сибири)». Каталог (Омск, 1996, в соавт.);
- Межрегиональный выставочный проект «100 художников Сибири». Альбом-справочник (Новокузнецк, 2005,в соавт.);
- Всесибирская выставка-конкурс современного искусства Сибири «ПОСТ № 1». Каталог (Омск, галерея «Квадрат», 2005);
- Международная художественная выставка «Приношение Врубелю». Каталог (Омск, 2006);
- «Николай Рыбаков. Поиск Ойкумены» (Николай Рыбаков. Персональная юбилейная выставка «Ойкумена». Каталог, Красноярск, 2007);
- Региональная художественная выставка «Сибирь-10». Каталог (Новосибирск, 2008, в соавт);
- «Николай Кальницкий. Живопись» (Каталог-альбом. Омск, 2009);
- «Искусство Сергея Ануфриева» (Сергей Ануфриев. Точки прикосновения. Каталог. Красноярск, 2010);
- VI Окружная выставка «Югра художественная-2010» (Каталог. Ханты-Мансийск, 2010);
- Биоблиографический указатель публикаций и научных трудов Владимира Федоровича Чиркова (К 70-летию. Ответственный редактор Е. Н. Турицына; составители О. М. Галыгина; статьи: А. Н. Гуменюк, В. Г. Рыженко и др. — Красноярск, 2018).

Участник научных конференций, куратор выставочных проектов.
Основные кураторские проекты, выставки:
- основатель, автор концепции и первый директор Городского музея «Искусство Омска» (ГМИО), Омск (1991—1999);
- основатель, куратор, отв. редактор сборников конференций «Омские/сибирские искусствоведческие чтения» (Омск, 1996, 1998, 1999, 2001, 2005), Новосибирск (2008);
- выставка-симпозиум молодых художников и искусствоведов Омска 1980—1990-х гг. «Накануне рубежа веков» (Омск, ГМИО, 1994);
- выставка-симпозиум «Война и Мир или Ад и Рай в творчестве художников послевоенных поколений» (Омск, ГМИО, 1995);
- Межрегиональная выставка-конференция "Человек в пространстве времени (Современный портрет в Сибири) (Омск, ГМИО, 1996);
- Концептуальный выставочный проект «Омск: пространство Достоевского», Омск, Выставочный зал Омской организации Союза художников России (2001);
- Межрегиональный выставочный проект «100 художников Сибири» (Новокузнецк, галерея «Сибирское искусство», 2002 (сокуратор);
- Всесибирская выставка-конкурс современного искусства Сибири «ПОСТ № 1», (Омск, галерея «Квадрат», 2005);
- Международная художественная выставка «Приношение Врубелю» (Омск, Выставочный зал Омской организации Союза художников России, 2006);
- Региональная художественная выставка «Сибирь-10» (Новосибирск, Новосибирское региональное отделение Союза художников России, 2008, сокуратор);
- Культурно-выставочный проект «Музейные встречи в феврале» (Омск, ГМИО, 2009);
- VI Окружная выставка «Югра художественная-2010» (Ханты-Мансийск, Музей Природы и Человека, 2010);
- I Всероссийская выставка «Пастель России» (Омск, 2011).

## Награды
- Заслуженный деятель культуры Омской области (2016)
- дипломы ВТОО СХР(2008, 2014)
- медаль и диплом лауреата РХВ «Сибирь-10». Новосибирск (2008)
- Серебряный знак «Духовность. Традиции. Мастерство» ВТОО СХР, г. Москва (2011)
- лауреат премии Губернатора Омской области за заслуги в развитии культуры и искусства, г. Омск (2012)
- дипломы лауреата ОРО ВТОО СХР, г. Омск (2012, 2015, 2016)
- Золотой знак «Духовность. Традиции. Мастерство» ВТОО СХР (2014)
- Золотая медаль «Достойному» РАХ (2014)